# Волконскоїт
Волконскої́т — унікальний високохромистий зелений глинистий мінерал, відносно рідкісний, який не набрякає у воді. Входить до групи смектитів підкласу листових силікатів, за складом проміжний між монтмориллонітом та нонтронітом. Його найбільші родовища та прояви зустрічаються на території Західного Приуралля — у Пермському краї, Кіровській області та Удмуртії (Росія), при чому більшість із них зосереджені в Очерському та Частинському районах Пермського краю. Таким чином прикамські родовища є унікальними і мають світове значення. Невеликі поклади мінералу розвідані також у Болівії, Бразилії, США, Німеччині, Італії, Норвегії, Китаю, Ізраїлі та Палестині.

## Історія відкриття
Перші прояви волконскоїта були відриті 8 липня 1830 року обер-гіттенфервальтером Олександром Волковим, якого запросив віце-президент Департаменту наділів Лев Перовський з Єкатеринбурга для облаштування мідеплавильного заводу. Дослідження околиць села Часті щодо мідної руди дали негативний результат. Однак огляд пропонованих зразків, які приніс селянин Куліков з гори Єфімятської (нині Петіловське родовище), дозволив Волкову діагностувати їх як «затверділу глину, густо просочену розчином хромового окису». Він же першим і вказав на можливість виготовлення з цього мінералу зеленої фарби.
Назву мінералу дав Перовський на честь свого начальника — міністра двору князя Петра Волконського. Внесений до реєстру мінералів у листопаді 1830 року, після виходу «Гірського журналу», де були приведені описи та результати хімічного аналізу, який виконали в лабораторії Департаменту гірських та соляних справ. Аналіз показав, що мінерал являє собою водянистий кремнеземо-глинозем, зафарбований окисом хрому, якого міститься від 7,5 %. Перший кількісний, але досить не точний, аналіз був виконаний 1833 року французом М. П. Бертье. У західній літературі мінерал пов'язують з іменем завідувача Головної гірської аптеки А. Б. Кеммерера, який лише повідомив про знахідку в редакцію журналу «Щорічник з мінералогії, геогнозії, геології та петрографії» Гейдельберзького університету. Пізніше були відкриті та описані нові родовища: Єфімятське — Антоном Штукенбергом 1887 року, Полуденне та Піхтовське — О.Миропольським 1889 року.
На початку 20 століття пошуком та вивченням родовищ волконскоїта займались співробітники Інституту прикладної мінералогії та металургії В. І. Крижановський (Самосадкінське, Петіловське, 1915–1928 роки) та Л. В. Пустовалов (Селінське, Пес'янковьке, Бож'яковське, Лапшинське тощо, 1916–1929 роки). Останнім було добуто та перевезено до Москви 4,5 тонн волконскоїта, що дозволило провести різноманітні лабораторні дослідження та налагодити промислову переробку. Дослідження, які проводились 1927 року професором Вищого художнього інституту Н. В. Туркіним, дозволили отримати декоративну фарбу під назвою «Зелена земля — мінерал волконскоїт». Масляна фарба ціниться серед художників, а зроблена із розтертого волконскоїта темпера — іконописцями, за високу прозорість пофарбованого шару та за чистий соковитий колір унікального відтінку. Властивості фарби були позитивно оцінені Пабло Пікассо, який дуже полюбляв даний пігмент і спеціально виписував його з СРСР. В 1930-х роках родовища волконскоїта вивчали експедиції Всесоюзної контори «Лакофарбсировини», Уральське геологічне управління та Пермський університет. На сьогодні, після тривалої перерви, проводиться дослідно-промислова розробка Селінського родовища ТОВ «Прикамський мінерал». Сумарні запаси 6 відомих на сьогодні родовищ становить 73,8 тонни.

## Структурний та літологічний аналіз родовищ

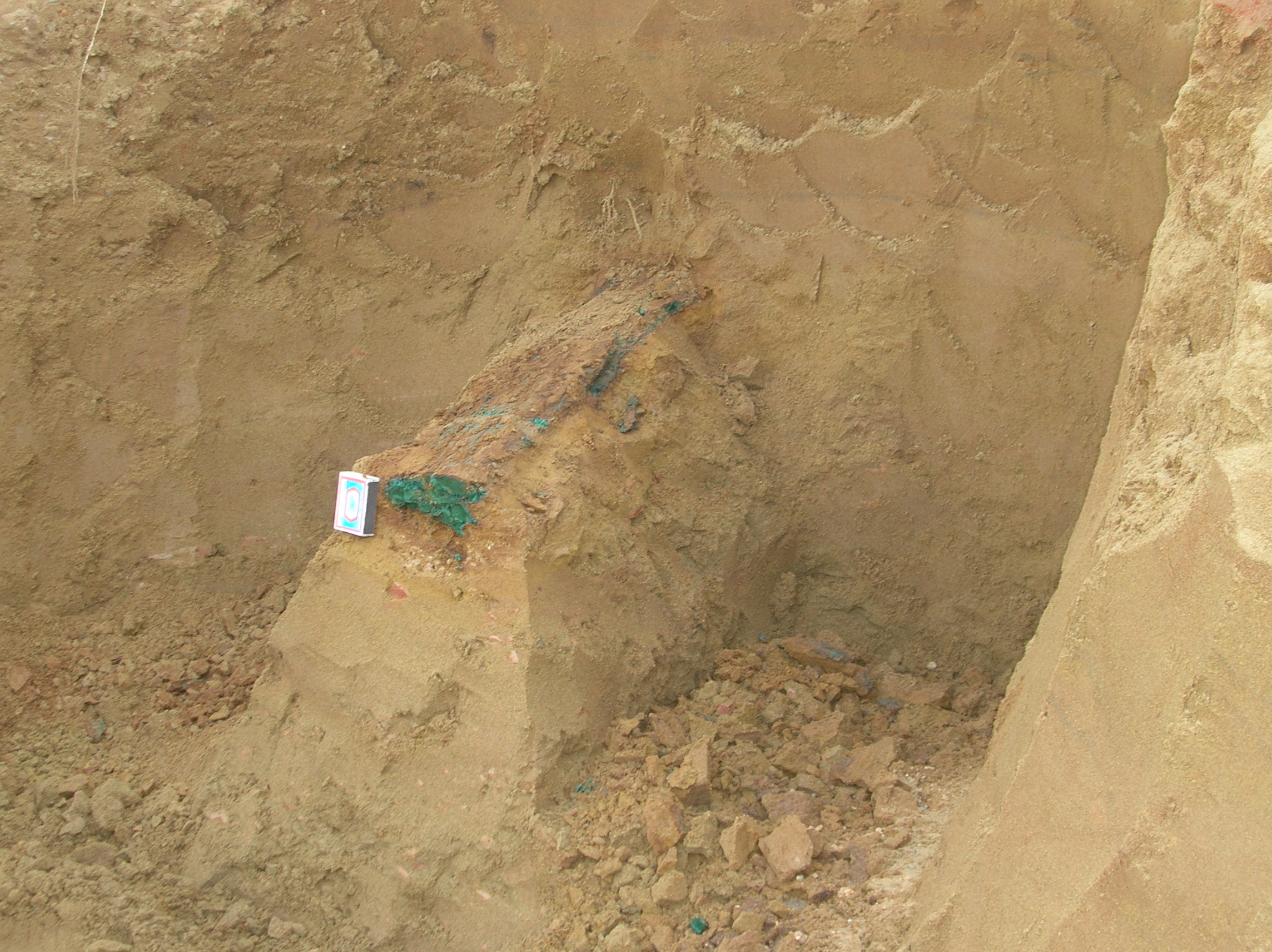
Псевдоморфоза волконскоїту по шматку деревини в товщі піску (Кіровська область)

Родовища волконскоїта зустрічаються у червоноколірних теригенних відкладах татарського та частково казанського ярусів верхнього відділу пермської системи — на вододілі річок Ками та Сіви у смузі північно-східного напрямку (75 на 25 км). Мінерал утворює подовжено-потовщені псевдоморфози по стовбурах та уламках дерев довжиною до 17 м, а також лінзи та прожилки. За даними пермських геологів, які проводили загальні пошуки волконскоїта 1982–1987 років, всі родовища та прояви контролюються від'ємними структурними елементами — Осинською та Омутнінською тектонічними западинами.
Волконскоїтові тіла приурочені до конгломератів та жовто-бурих косошарих пісковиків, які характерні для річкових відкладів. Г. І. Єнцов 1952 року вказав, що ділянки з волконскоїту тяжіють до опуклих берегових відрізків палеопотоку, що відповідають намивним зонам, де скупчувались деревні залишки. Пелеоруслові відклади підстилаються водостійким горизонтам аргілітів та алевролітів, що призводить до циркуляції у продуктивному шарі збагачених хромом ґрунтових вод. Виділення волконскоїту завжди обмежені пісковиком, зафарбованим в інтенсивно іржаво-бурий колір (іржавці). У пісковиках татарського та казанського ярусів зустрічаються також пісковиково-карбонатні стяжіння куле — та караваєподібних форм (каравашки). Карбонатизовані, рідше закремлені, уламки деревини визначені як Dadoxylon biarmicum Kutorgae, Paracalamites Kutorgae та D. Viatcheslavia Zal. Конгломерати складені гальками як місцевих, так і уральських порід — кварцит, яшма, порфірит, граніт, вапняки з фауною девону та карбону.
Палеогеографічні реконструкції, виконані Н. І. Чернишевим 1975 року, дозволили вказати, що уламковий матеріал потрапив до численних рукавам дельт великих потоків, що стікають з Уралу. На захід від дельтової зони простягалась прісна внутрішньоконтинентальна водойма, глибина якої не перевищувала декількох десятків метрів, що підтверджується залишками кісток хребетних та слідів прісноводної фауни.

## Склад та утворення
Перші дослідження волконскоїта показали, що мінерал є сумішшю водного силікату заліза та магнію з перемінною (7,5-34 %) кількістю гідроокису хрому (Бертьє, 1833). На можливий просторовий зв'язок волконскоїта з уламковими зернами хромистого залізняка, розсіяного у пісковиках, вказав А. Є. Ферсман 1922 року. Від відмітив своєрідність геохімічної асоціації елементів Cu, V, Cr і їхні синдіагенетичні відклади у прибережних умовах, близьких до пустельних. Виконаний аналіз кластоегенного хромшпінеліду підтвердив його зв'язок з альпінотипними дуніт-гарцбургітовими комплексами, які мали змогу формуватись в уральській палеоокеанічній області. Н. І. Чернишев вказував, що хром перейшов у ґрунтові води, коли частинські пісковики були вже літифіковані та виведені вище базису ерозії.
В. В. Алекандров (1936) та Н. А. Ігнатьєв (1941) встановили колоїдну природу волконскоїта і зв'язали його формування з коагуляцією золів при заміщенні карбонатизованої деревини, яка змістилась на стадії діагенезу. Вони хімічним шляхом вказали, що мінерал являє собою гетерогенну систему, яка складається із суміші хром-алюмокремнієвих гідратів з гідрогелями хрому, алюмінію, кремнію та заліза. Це підтверджується сучасними дослідженнями, завдяки застосуванню яких видно, що волконскоїт відрізняється низьким ступенем тривимірної впорядкованості та його турбостратична структура схожа на «кинуту на стіл колоду карт». А. Г. Косовська 1966 року електронно-мікроскопічними дослідженнями виділила 3 морфологічні типи волконскоїта:
- метасоматичний з реліктами деревної структури
- кристалічний (голчастий), який цементує зерна пісковика
- зі структурою розкристалізованого гелю

Вона також підтвердила можливість існування мінеральних фаз, проміжних між смектитом та волконскоїтом. Як включення у волконскоїті встановлено грановані зерна кварцу, які являють собою перекристалізовані релікти закремнілої деревини, новоутворені рідкісні мінерали: рідкісноземельний ванадат-векфілдіт (Се), ванадат-силікат-арденніт (V), водний рідкісноземельний силікат церит (Се), частки самородного золота, скелетні виділення самородного заліза, ізометричні пластинки гльоту, кристали апатиту та неправильні частки гідроксидів марганцю. Однак найбільш поширені включення гідрогетиту, збагаченого оксидами хрому (до 8 %) та кремнію (15 %). Вони відмічені у вигляді неправильних часток, глобул, ячейкового каркаса та зональних каналів, виконаних радіально-променевим агрегатом бертьєрину. Під електронним мікроскопом встановлено, що чорний, збагачений залізом волконскоїт має фазовооднорідну структуру, на відміну від зеленого, у якому оксиди заліза утворюють окремі виділення, що дозволяє передбачати їх утворення в результаті розпаду колись єдиного гелю.
Волконскоїт можна розділити на 2 групи:
- власне диоктаедричний волконскоїт з вмістом Cr2О3 близько 16-22 %, де хром присутній у октаедричних позиціях
- високохромистий волконскоїт змішаношарового типу, де хром (28-31 %) може бути присутній в обмінних міжшарових позиціях у вигляді гідроксил-хромових комплексів, подібно гідроксил-алюмінієвим комплексам у структурі вермикуліту